# الإسكندر الرابع المقدوني
| G1 | E23 · V31 · O34 | M17 | N35 · D46 | D21 · O34 |

| G1 | E23 · V31 · O34 | M17 | N35 · D46 | D21 · O34 |

| G39 | N5 |

| G39 | N5 |

| N5 | A28 | F34 | M17 | Y5 · N35 | U21 · N35 |

| N5 | A28 | F34 | M17 | Y5 · N35 | U21 · N35 |

| M23 | L2 |

| M23 | L2 |

| C1 | C12 | N35 · U21 · N36 |

| C1 | C12 | N35 · U21 · N36 |

| M23 | L2 |

| M23 | L2 |

| S38 | N29 · N35 | W24 · D40 |

| S38 | N29 · N35 | W24 · D40 |

| G5 |

| G5 |

| G8 |

| G8 |

الإسكندر الرابع أيغوس أو الإسكندر الرابع المقدوني (323 ق.م. - 309 ق.م.) (باليونانية القديمة:Ἀλέξανδρος Aἰγός) كان ابن الإسكندر الأكبر من زوجته الأميرة روكسانا من باكتريا، قد ورث إمبراطورية أبيه وكان للتو مولودا لذا فقد وضع تحت رعاية ووصاية القائد بيرديكاس ولاحقا تحت وصاية أنتيباتر، واقتسم حكم الإمبراطورية مع عمه (الأخ غير الشقيق لأبيه) فيليبوس الثالث المقدوني وذلك بحسب اتفاقية تريبارادايسوس واتفاقية بابل، استمر حكمه حتى موته مسموما عام 309ق.م.

## ظروف ولادته
بعد موت الإسكندر الأكبر كانت زوجته الأميرة روكسانا حاملا ولكن جنس الطفل لم يكن معروفا آنذاك مما أدى إلى بعض الانقسامات بين قادة الإسكندر فبينما دعم قادة المشاة الأخ غير الشقيق للإسكندر الأكبر، فيليبوس الثالث (الذي كان يعاني من ضعف جسدي وعقلي بالإضافة إلى كونهِ ابنا غير شرعي) ليكون خلفا للإسكندر قام القائد بيرديكاس، قائد سلاح الفرسان الخاص، بإقناعهم بالانتظار ريثما تضع روكسانا مولودها، على أمل أن يكون طفل روكسانا ذكرا. وبعد مفاوضات، تقرر أن يقوم بيرديكاس بحكم الإمبراطورية كوصي بينما يقوم فيليبوس الثالث باستلام السلطة ولكن بشكل صوري فقط أي كرمز وليس كقوة حقيقية لها سيطرتها. وفيما إذا كان طفل روكسانا ذكرا عندها سيكون الطفل هو الملك. وبالفعل قامت روكسانا بوضع طفلها الذكر والذي سمي الإسكندر الرابع المقدوني في أغسطس 323ق.م.

## الوصاية
بعد وصاية قاسية على الحكم قادها القائد بيرديكاس وبعد سلسة من الإخفاقات العسكرية له على أطراف مصر بالإضافة إلى تمرد في صفوف الجيش الخاص ببيرديكاس تم اغتياله من قبل ضباطه الكبار في مايو أو يونيو 321ق.م. أو 320ق.م. بعدها تمت تسمية أنتيباتر كوصي جديد على الإسكندر والإمبراطورية وذلك بحسب اتفاقية تريباراديسوس، فقام أنتيباتر بجلب الأميرة روكسانا زوجة الإسكندر الأكبر وكلا الملكين فيليبوس الثالث والإسكندر الرابع معه إلى مقدونيا القديمة وتخلى عن وصايته على الإمبراطورية الشاسعة تاركا مصر القديمة وآسيا بيد القادة الخلفاء  وعندما توفي أنتيباتر في عام 319ق.م. لم يخلفه ابنه كاسندر في الوصاية وإنما انتقلت الوصاية إلى رجل يدعى بوليبيرخون وهو جنرال مقدوني خدم تحت إمرة فيليبوس الثاني المقدوني ولاحقا تحت إمرة الإسكندر الأكبر.

## الحرب الأهلية
بعد فترة بدأت الخلافات تستشري بين القادة الخلفاء فكل منهم كان راغبا بالحصول على الوصاية على عرش مقدونيا فتحالف كاسندر مع بطليموس الأول سوتر وأنتيغونوس الأول وأويريديس الزوجة الطموحة للملك فيليبوس الثالث المقدوني. بينما قاد بوليبيرخون تحالفا مع يومينس والأميرة أوليمبياس.
بالرغم من أن بوليبيرخون كان ناجحا في بادئ الأمر، في سيطرته على المدن اليونانية، إلا أن أسطوله البحري تم تحطيمه بالكامل من قبل أنتيغونوس الأول في 318ق.م. وبعدما استطاع أنتيغونوس الأول فرض سيطرته الكاملة على مقدونيا القديمة أُجبر بوليبيرخون على ترك مقدونيا فهرب منها إلى إيبيروس، ولحقته فيما بعد روكسانا وابنها الإسكندر.
بعد شهور قليلة، استطاعت أوليمبياس أم الإسكندر الأكبر إقناع قريبها أياسايديس من إيبيروس بغزو مقدونيا مع بوليبيرخون. وعندما تقدمت أوليمبياس من حقل القتال رفض جيش أويريديس المحاربة ضدها بحكم كونها أم الإسكندر الأكبر، وارتدوا عن أوريديس واتخذوا جانب أوليمبياس، وهكذا استطاع كلا من بوليبيرخون ويومينس استعادة مقدونيا، بينما تم أسر أويريديس وزوجها فيليبوس الثالث المقدوني ليتم بتاريخ 25 ديسمبر 316ق.م. التخلص منهما نهائيا وهكذا سيطرت أوليمبياس على الأمور ونصبت نفسها وصية على حفيدها الإسكندر الرابع.
عاد كاسندر في السنة التالية 316ق.م. ليفتح مقدونيا مرة أخرى. تم إعدام أوليمبياس فورا، بينما تم أخذ الملك الإسكندر الرابع وأمه روكسانا سجينين وتم احتجازهما في حصن أمفيبوليس تحت إشراف غلاوسياس.
وعندما عم السلام العام بين القادة الخلفاء بطليموس الأول سوتر وكاسندر وأنتيغونوس الأول وليسيماخوس تم وضع حدا لحروبهم (حروب القادة الخلفاء الثالثة) وكان ذلك في عام 311ق.م. وقامت بينهم معاهدة سلام اعترفت بحقوق الإسكندر الرابع وذكرت بشكل واضح بأنه عندما يبلغ سن الرشد سيتولى الحكم بدلا من كاسندر.

## وفاته
بعد المعاهدة، قام المدافعون عن السلالة الأرغية بالمطالبة باستلام الإسكندر الرابع للحكم فورا وبأن يكون بمقدوره ممارسة كامل قواه كحاكم وملك لمقدونيا، محاولين بذلك إزاحة فكرة وصاية كاسندر عليه، إلا أن رد كاسندر على هذا الأمر كان حازما حيث أنه أمر غلاوسياس باغتيال الإسكندر الرابع وأمه سرا، وبالفعل تم تسميم كلاهما مما أدى إلى وفاتهما حيث مات الإسكندر وعمره لم يتجاوز الـ 13 عشرة عاما.

## قبر الإسكندر
قام عالم الآثار مانوليس أندرونيكوس (Manolis Andronikos) في أغسطس 1977 م بالكشف عن إحدى القبور الملكية في فرجينا  في منطقة تسمى «الربوة العظيمة» يُعتقد بأنها عائدة إلى الإسكندر الرابع.